# Lluís Orriols i Galve
Lluís Orriols i Galve (Barcelona, desembre de 1977) és un politòleg català, doctor per la Universitat d'Oxford i professor de la Universitat Carles III de Madrid. El seu camp principal d'estudi és el comportament polític i electoral. Les seves investigacions s'han publicat en nombroses revistes acadèmiques i els seus articles apareixen regularment en la premsa.

## Obra publicada
- 2014: Cataluña en la encrucijada: las elecciones catalanas de 2012. ISBN 978-84-15948-85-8.
- 2014: Elecciones generales 2011. Centro de Investigaciones Sociológicas. ISBN 978-84-7476-637-0.
- 2011: Ciència política per a principiants. UOC. ISBN 978-84-9029-057-6.